# Eldenizli
Eldenizli ist ein Dorf im Landkreis Denizli der gleichnamigen türkischen Provinz. Eldenizli liegt etwa 15 km nordöstlich der Provinzhauptstadt Denizli. Eldenizli hatte laut der letzten Volkszählung 555 Einwohner (Stand Ende Dezember 2010).